# Teatro Helena Sá e Costa
O Teatro Helena Sá e Costa é um teatro-escola, vocacionado para formação de Ensino Superior, pertence à Escola Superior de Música e Artes do Espetáculo do Instituto Politécnico do Porto.  
O teatro tomou o nome da notável pianista portuense Helena Sá e Costa, a quem se deve um contributo cultural notável e que ainda hoje é um alto expoente na formação de sucessivas gerações de artistas.
O Teatro foi construído de raiz e foi projectado pelo arquiteto português Filipe Oliveira Dias no ano de 1996.

## Arquitetura e características
O teatro foi construído num pátio central de um edifício já existente, a Escola Normal (antigo Magistério Primário) construído em 1883, sendo o primeiro edifício ibérico destinado à formação de docentes do ensino primário. A reabilitação global deste edifício foi igualmente realizada, sendo esta concluída em 1999 e é nele que funciona a Escola Superior de Música e Artes do Espetáculo do Porto. É um espaço vocacionado ao ensino do teatro e da música. O teatro possui características a salientar, tais como:
1. Tipologia laboratorial. A inserção do auditório no antigo pátio rectangular do edifício, com janelas envolventes em toda a sua periferia, permite a realização de aulas em tipologia laboratorial, ou seja, uma aula é dada sob observação externa, constituindo essa uma outra aula. O auditório tem capacidade para trezentos lugares e está preparado para teatro, ballet e orquestra (tem um fosso para 70 figuras).
2. Cobertura transparente. O teatro tem cobertura transparente, em vidro especial, mas que permite o ensino com luz do dia e mantendo a característica do antigo pátio “aberto”. Possui um sistema motorizado de obscurecimento da cobertura até atingir o blackout. Os vidros da cobertura, de características muito exigentes, com caixa de ar interna, isolando térmica e acusticamente, e elevada resistência mecânica, foram produzidos propositadamente em Saint Gobain. Fechando as cortinas, numa área de 14 x 17 metros, consegue-se em três minutos um blackout total.
3. Identidade. A identidade e autenticidade do edifício de 1883 foi mantida pela singular forma de intervenção que, sendo de uma enorme complexidade, resultou numa reabilitação aparentemente simples, onde quem conhecia o edifício considerar “terem sido apenas pintadas as paredes”.
4. Investigação. A investigação e o estudo que precederam o projecto demorou um ano e meio. Foram feitas visitas a teatros profissionais e teatros de escolas congéneres, na Alemanha, em França, em Inglaterra e em Portugal. Foi realizada uma maqueta funcional de todo o edifício incluindo o teatro.
5. Acústica. A optimização das condições acústicas, nomeadamente o controlo da reverberação e da inteligibilidade, é conseguida através da geometria e volume variável da sala, por rotação assistida por computador dos paineis reflectores que integram o tecto.
6. Design. As cadeiras que equipam a sala tem um design contemporâneo, inspiram-se numa harpa e foram desenhadas pelo autor do projeto.

## Histórico
O teatro situa-se num pátio central da Escola Superior de Música e Artes do Espetáculo e é um espaço apropriado, com muita qualidade, para o teatro e para a música. A ESMAE estava já em funcionamento no edifício da Escola Normal e noutros edifícios anexos, mas não dispunha de nenhum espaço para representar as artes que ensinava. Surgiu então a ideia de utilizar o pátio central, que inicialmente consistiu na solução simplista de apenas o dotar de cobertura; porém, evoluiu depois para um autêntico teatro.
O edifício foi inaugurado em 1999 pelo então Ministro da Educação português Guilherme d'Oliveira Martins e foi equipamento da programação oficial do Porto 2001 - Capital Europeia da Cultura.